# 朱輔 (成化進士)
朱輔（1453年—？），字良臣，湖廣荊州府公安縣人，民籍，明朝政治人物。

## 生平
湖廣鄉試第四十二名舉人。成化二十三年（1487年）中式丁未科會試第三百三十名，三甲第五十八名進士。弘治七年（1494年），接替陳策，擔任南直隶常州府宜興縣知縣。后由張偉接任知縣。

## 家族
曾祖朱必勝；祖父朱添祥；父朱彥鍾，省祭官。母王氏；繼母曹氏。重庆下。